# It's OK I'm OK
It's OK I'm OK è un singolo della cantante canadese Tate McRae, pubblicato il 12 settembre 2024 come primo estratto dal terzo album in studio So Close to What.

## Video musicale
Il video musicale, diretto da Hannah Lux Davis, è stato reso disponibile in concomitanza con l'uscita del brano attraverso il canale YouTube dell'artista.

## Tracce
Testi e musiche di Tate McRae, Ilya Salmanzadeh, Ryan Tedder e Savan Kotecha.
Download digitale, streaming
1. It's OK I'm OK – 2:36

Download digitale, streaming – Live from Madison Square Garden
1. It's OK I'm OK (Live from Madison Square Garden) – 2:23

Download digitale, streaming – Remixes EP
1. It's OK I'm OK – 2:36
2. It's OK I'm OK (Ian Asher Remix) – 2:46
3. It's OK I'm OK (Sped Up) – 2:23
4. It's OK I'm OK (Slowed Down) – 2:53
5. It's OK I'm OK (Instrumental) – 2:36

## Formazione
- Tate McRae – voce
- Ilya Salmanzadeh – cori di sottofondo, basso, batteria, tastiere, pianoforte, arrangiamento, programmazione, produzione
- Ryan Tedder – arrangiamento, programmazione, percussioni
- Zach Fenske – chitarra
- Darion Ja'Von Dean – programmazione
- Philip Lewis – programmazione
- Bryce Bordone – ingegneria del suono
- Rich Rich – ingegneria del suono
- Sam Holland – ingegneria del suono
- Dave Kutch – mastering
- Șerban Ghenea – missaggio
- Melvin Godfrey – registrazione
- Silas Wong – registrazione

## Classifiche
| Classifica (2024-25) | Posizione massima |
| -------------------- | ----------------- |
| Australia            | 14                |
| Austria              | 49                |
| Canada               | 12                |
| Danimarca            | 35                |
| Francia              | 122               |
| Germania             | 71                |
| Grecia               | 13                |
| Irlanda              | 13                |
| Israele              | 89                |
| Libano               | 7                 |
| Lituania             | 94                |
| Norvegia             | 14                |
| Nuova Zelanda        | 12                |
| Paesi Bassi          | 42                |
| Regno Unito          | 14                |
| Repubblica Ceca      | 77                |
| Singapore            | 14                |
| Slovacchia           | 76                |
| Stati Uniti          | 20                |
| Svezia               | 39                |
| Svizzera             | 41                |

## Date di pubblicazione
| Paese                 | Data              | Formato                      | Versione                        | Etichetta  | Nota   |
| --------------------- | ----------------- | ---------------------------- | ------------------------------- | ---------- | ------ |
| Mondo                 | 12 settembre 2024 | Download digitale, streaming | Originale                       | RCA        | [ 21 ] |
| Stati Uniti d'America | 13 settembre 2024 | Contemporary hit radio       | Originale                       | RCA        | [ 22 ] |
| Italia                | 20 settembre 2024 | Contemporary hit radio       | Originale                       | Sony Italy | [ 23 ] |
| Mondo                 | 4 ottobre 2024    | Download digitale, streaming | Live from Madison Square Garden | RCA        | [ 24 ] |
| Mondo                 | 11 ottobre 2024   | Download digitale, streaming | Remixes EP                      | RCA        | [ 25 ] |